# Civesio
Civesio (Cives in dialetto milanese, AFI: [tʃiˈveːs]) è una frazione del comune di San Giuliano Milanese posta ad ovest del centro abitato, nei pressi dello svincolo di San Giuliano dell'autostrada del Sole.

## Storia
Civesio era un piccolo centro rurale di antica origine, da sempre legato al territorio milanese. La comunità apparteneva alla Pieve di San Giuliano, della quale accoglieva una parrocchia, e confinava con Chiaravalle a nord, San Giuliano e Viboldone ad est, Rancate a sud, e Sesto Ulteriano ad ovest. Al censimento del 1751 la località fece registrare 120 residenti.
In età napoleonica, nel 1805, la popolazione era salita a 235 unità. Nel 1809 il Comune di Civesio venne soppresso ed aggregato al comune di Viboldone, recuperando però l'autonomia nel 1816, in seguito all'istituzione del Regno Lombardo-Veneto.
Gli stessi austriaci tuttavia, nel 1841, dovettero riconoscere la razionalità dell'operato napoleonico, e così il comune di Civesio venne annesso di nuovo a Viboldone, seguendone poi le sorti nel tempo.
La Guerra del Fienile fu un breve ma acceso conflitto locale avvenuto nel 1846 tra le frazioni lombarde di Civesio e Sesto Ulteriano, entrambe oggi parte del comune di San Giuliano Milanese. L’episodio, di natura principalmente simbolica e priva di reali conseguenze militari, è ricordato per il suo carattere grottesco e per essere nato da un malinteso amministrativo dell’Impero Austriaco.
Durante tale conflitto è stato demolito ciò che è oggi il simbolo del territorio Civesino, il Gran Molino Torretta, originariamente appartenente al noto inventore Girolamo Torcolacci, detto "il Torretta".
Nel dopo guerra la città vide uno scontro tra le 2 famiglie Civesine più potenti della città: da una parte i Torcolacci e dall'altra i Fragnelli, ma lo scontro finì nel 1850 a causa dell'intervento delle autorità austriache.
Negli ultimi decenni il centro abitato ha conosciuto una notevole espansione residenziale, favorita dalla vicinanza all'uscita dell'autostrada; fra Civesio e Sesto Ulteriano è sorta una grande zona artigianale e commerciale.
Civesio è stato dove è cresciuto da bambino cantante rapper J-Ax, alcuni scorci della cittadina sono infatti visibili nel video della canzone autobiografica "Altra Vita".

## Monumenti e luoghi d’interesse

### Architetture religiose
La Chiesa di Sant’Ambrogio è sede di una parrocchia pluri-centenaria. 
Spazi pubblici
Bar della chiesa di Sant'Ambrogio e parco vettabbia e campo da calcio e basket vettabbia.
Market
Famila store